# بيف شيهان
بيف شيهان (بالإنجليزية: Biff Sheehan)‏ هو لاعب كرة قاعدة أمريكي، ولد في 13 فبراير 1868 في هارتفورد في الولايات المتحدة، وتوفي بنفس المكان في 21 أكتوبر 1923.

## وصلات خارجية
- بيف شيهان على موقعبيزبول رفرنس.كوم (الدوري الرئيسي) (الإنجليزية)
- بيف شيهان على موقعبيزبول رفرنس.كوم (الدوري الثانوي) (الإنجليزية)